# Tibouchina hutchisonii
Tibouchina hutchisonii är en tvåhjärtbladig växtart som beskrevs av John Julius Wurdack. Tibouchina hutchisonii ingår i släktet Tibouchina och familjen Melastomataceae. Inga underarter finns listade i Catalogue of Life.